# 337
337 је била проста година.

## Догађаји
- 22. мај – Константин Велики, први хришћански римски цар Западног римско царства (312–324) и Римског царства (324–337), умире у Ахирону, близу Никомедије, у 65. години, пошто га је крстио Јевсевије Никомедијски.
- Септембар – Један број потомака Констанција Хлора и званичници Римског царства погубљени су због чистке против синова цара Константина.
- 9. септембар – Константин II, Констанције II и Констанс наследили су свог оца Константина као суцареви. Римско царство је подељено између три Августа .
- Персијски краљ Шапур II започиње рат против Римског царства. Он шаље своје трупе преко Тигра да поврате Јерменију и Месопотамију.
- Шапур II опседа римску тврђаву Нисибис (Сирија), али су га снаге под Луцилијаном одбациле.
- Муронг Хуанг полаже право на титулу принца од Јана, чиме је заправо почело краљевство Јан.
- 6. фебруар – Папа Јулије наследио је папу Марка, као 35. римски папа.
- 17. јун – Констанције II објављује враћање Атанасија на трон патријарха александријског.
- Павле I Цариградски постаје цариградски патријарх.
- Хришћанство је проглашено званичном религијом у Кавкаској Иберији, чиме је обележен успон хришћанства у Грузији.

## Смрти
- 22. мај — Константин Велики, римски цар